# Vega Intl. Night School
Vega Intl. Night School è il terzo album discografico del gruppo musicale statunitense Neon Indian, pubblicato nel 2015.

## Tracce
1. Hit Parade – 1:05
2. Annie – 4:03
3. Street Level – 4:02
4. Smut! – 3:27
5. Bozo – 1:23
6. The Glitzy Hive – 3:51
7. Dear Skorpio Magazine – 3:56
8. Slumlord – 5:15
9. Slumlord's Re-lease – 2:25
10. Techno Clique – 4:32
11. Baby's Eyes – 6:26
12. C'est la vie (Say the Casualties!) – 3:03
13. 61 Cygni Ave – 4:04
14. News From the Sun (live bootleg) – 3:53